# Brezova Reber
Brezova Reber este o localitate din comuna Semič, Slovenia, cu o populație de 39 de locuitori.